# Microphthalma sejuncta
Microphthalma sejuncta là một loài ruồi trong họ Tachinidae.